# إبان كوادرادو
إبان كوادرادو (بالإسبانية: Ibán Cuadrado) (مواليد 21 فبراير 1979 في شلمنقة - إسبانيا) لاعب كرة قدم إسباني يلعب حاليا لصالح نادي الدرجة الأولى مالقا الإسباني منذ 2008 في مركز قلب الدفاع .

## روابط خارجية
- إبان كوادرادو على موقع قاعدة بيانات كرة القدم.إي يو (الإنجليزية)
- إبان كوادرادو على موقع Soccerway.com (الإنجليزية)
- إبان كوادرادو على موقع عالم كرة القدم.نت (الإنجليزية)